# Manoa Falls
Manoa Falls è una cascata situata nei pressi di Honolulu, capitale delle Hawaii, negli Stati Uniti.
Essa è localizzata nello specifico presso la Manoa Valley, in una foresta pluviale tropicale tra le montagne Koʻolau. Ha un salto di circa 45 metri ed è raggiungibile a piedi tramite il Manoa Falls Trail, un sentiero di circa 2,5 chilometri complessivi che attraversa la vegetazione. Nei dintorni del sentiero si trova inoltre l'arboreto Lyon.
La balneazione nel bacino d'acqua ai piedi della cascata è altamente sconsigliata a causa del rischio di contrarre la leptospirosi, una malattia che causa sintomi simil-influenzali da lievi a moderati che possono durare da 1 a 2 settimane.